# Saint-Étienne-du-Rouvray
Pour les articles homonymes, voir Saint-Étienne (homonymie) et Rouvray.
Saint-Étienne-du-Rouvray est une commune française située dans le département de la Seine-Maritime en région Normandie.

## Géographie

### Situation
Située en bordure de la forêt de la Londe-Rouvray, la ville est en plein centre de la Métropole Rouen Normandie, à moins de 10 kilomètres du centre-ville de Rouen.

### Communes limitrophes
Les communes limitrophes sont Sotteville-lès-Rouen, Amfreville-la-Mi-Voie, Belbeuf, Gouy, Le Grand-Quevilly, Oissel-sur-Seine et Petit-Couronne.
| Le Grand-Quevilly | Sotteville-lès-Rouen     | Amfreville-la-Mi-Voie |
| Petit-Couronne    | Saint-Étienne-du-Rouvray | Belbeuf               |
|                   | Oissel-sur-Seine         | Gouy                  |

### Hydrographie
La commune est située dans le bassin Seine-Normandie. Elle est drainée par la Seine et divers autres petits cours d'eau,.
La Seine, qui prend sa source à Source-Seine, en Côte-d'Or, sur le plateau de Langres, traverse le département avec de larges méandres sur son flanc sud et se jette dans la Manche entre Le Havre et Honfleur. 
Deux plans d'eau complètent le réseau hydrographique : la mare aux Sangsues (0,06 ha) et la sablière de la Maladrerie (3,08 ha),.

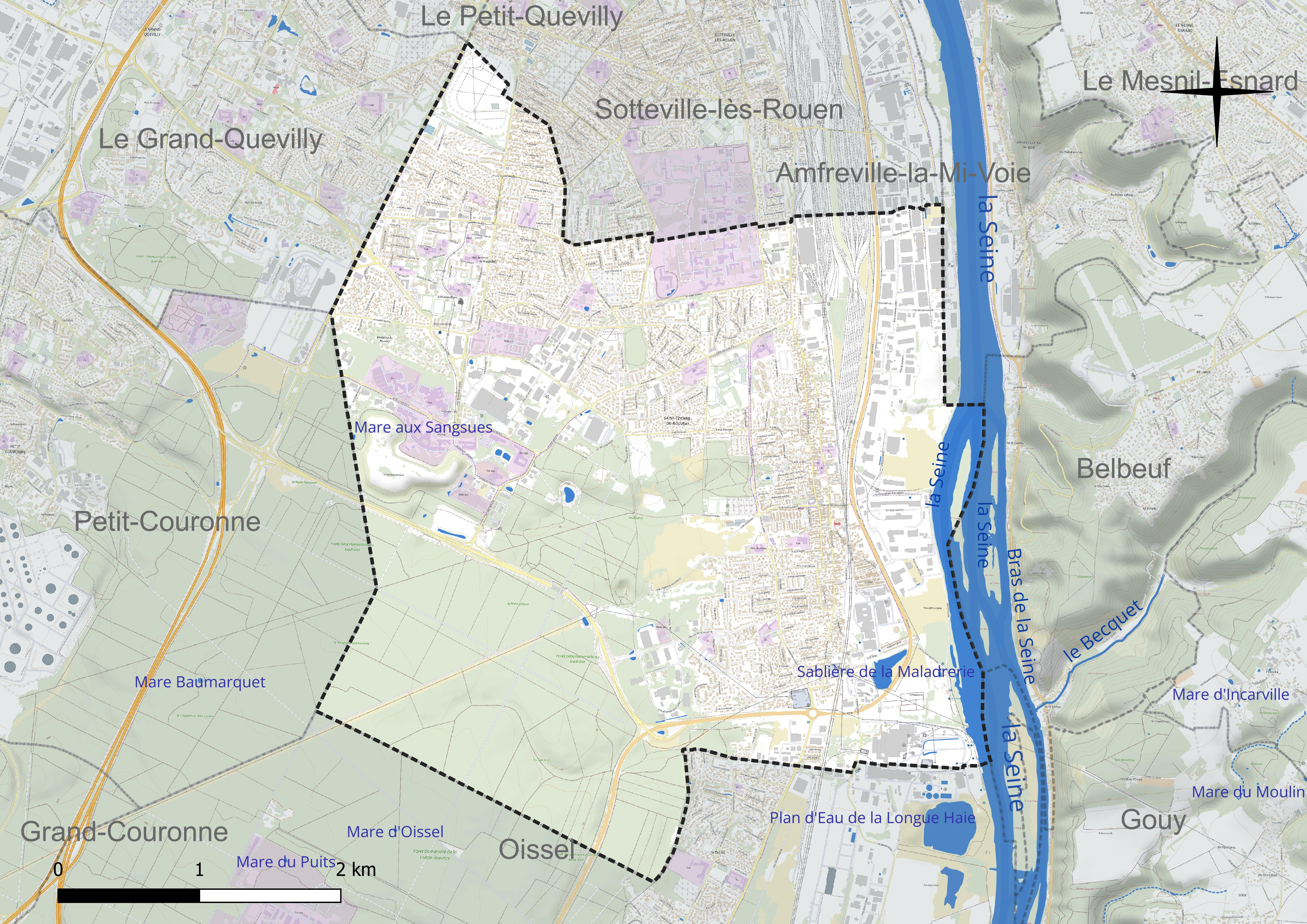
Réseau hydrographique de Saint-Étienne-du-Rouvray.

### Climat
Pour des articles plus généraux, voir Climat de la Normandie et Climat de la Seine-Maritime.
En 2010, le climat de la commune est de type climat océanique altéré, selon une étude du CNRS s'appuyant sur une série de données couvrant la période 1971-2000. En 2020, Météo-France publie une typologie des climats de la France métropolitaine dans laquelle la commune est exposée à un climat océanique et est dans la région climatique Côtes de la Manche orientale, caractérisée par un faible ensoleillement (1 550 h/an) ; forte humidité de l’air (plus de 20 h/jour avec humidité relative > 80 % en hiver), vents forts fréquents. Parallèlement le GIEC normand, un groupe régional d’experts sur le climat, différencie quant à lui, dans une étude de 2020, trois grands types de climats pour la région Normandie, nuancés à une échelle plus fine par les facteurs géographiques locaux. La commune est, selon ce zonage, exposée à un « climat contrasté des collines », correspondant au Pays d’Auge, Lieuvin et Roumois, moins directement soumis aux flux océaniques et connaissant toutefois des précipitations assez marquées en raison des reliefs collinaires qui favorisent leur formation.
Pour la période 1971-2000, la température annuelle moyenne est de 11,1 °C, avec une amplitude thermique annuelle de 13 °C. Le cumul annuel moyen de précipitations est de 766 mm, avec 12,1 jours de précipitations en janvier et 7,9 jours en juillet. Pour la période 1991-2020, la température moyenne annuelle observée sur la station météorologique la plus proche, située sur la commune de Boos à 7 km à vol d'oiseau, est de 10,9 °C et le cumul annuel moyen de précipitations est de 847,5 mm,. Pour l'avenir, les paramètres climatiques de la commune estimés pour 2050 selon différents scénarios d'émission de gaz à effet de serre sont consultables sur un site dédié publié par Météo-France en novembre 2022.

## Urbanisme

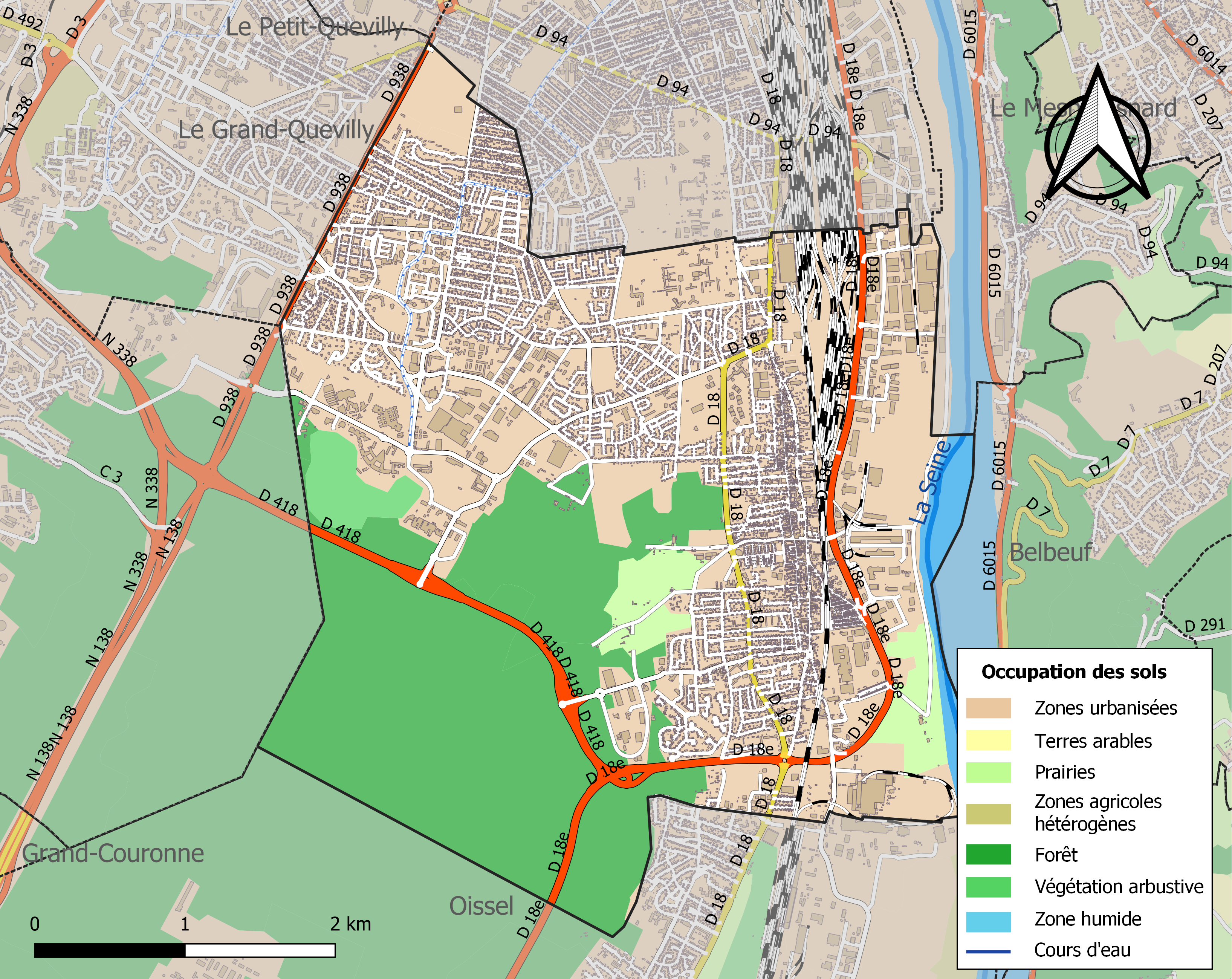
Carte des infrastructures et de l'occupation des sols de la commune en 2018 (CLC).

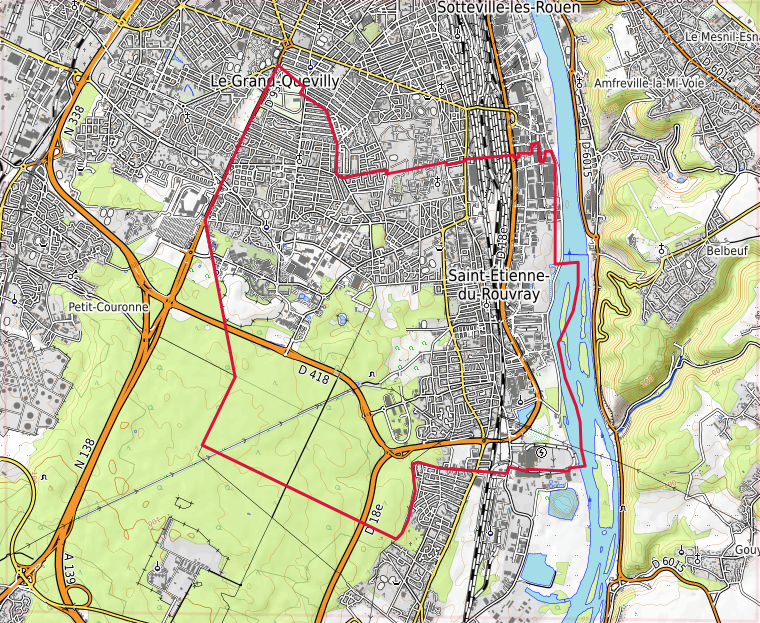
Catte topographique de la commune en 2020.

### Typologie
Au 1er janvier 2024, Saint-Étienne-du-Rouvray est catégorisée grand centre urbain, selon la nouvelle grille communale de densité à sept niveaux définie par l'Insee en 2022.
Elle appartient à l'unité urbaine de Rouen, une agglomération inter-départementale regroupant 50  communes, dont elle est une commune de la banlieue,,. Par ailleurs la commune fait partie de l'aire d'attraction de Rouen, dont elle est une commune du pôle principal,. Cette aire, qui regroupe 317 communes, est catégorisée dans les aires de 200 000 à moins de 700 000 habitants,.

### Occupation des sols
L'occupation des sols de la commune, telle qu'elle ressort de la base de données européenne d’occupation biophysique des sols Corine Land Cover (CLC), est marquée par l'importance des territoires artificialisés (63,9 % en 2018), en augmentation par rapport à 1990 (58,4 %). La répartition détaillée en 2018 est la suivante : 
zones urbanisées (34,8 %), forêts (29,3 %), zones industrielles ou commerciales et réseaux de communication (28 %), prairies (3,4 %), eaux continentales (1,9 %), milieux à végétation arbustive et/ou herbacée (1,6 %), espaces verts artificialisés, non agricoles (1,1 %). L'évolution de l’occupation des sols de la commune et de ses infrastructures peut être observée sur les différentes représentations cartographiques du territoire : la carte de Cassini (XVIIIe siècle), la carte d'état-major (1820-1866) et les cartes ou photos aériennes de l'IGN pour la période actuelle (1950 à aujourd'hui).

### Habitat et logement
En 2020, le nombre total de logements dans la commune était de 13 152, alors qu'il était de 12 654 en 2015 et de 11 726 en 2010.
Parmi ces logements, 91,1 % étaient des résidences principales, 0,9 % des résidences secondaires et 7,9 % des logements vacants. Ces logements étaient pour 52,4 % d'entre eux des maisons individuelles et pour 46,3 % des appartements.
Le tableau ci-dessous présente la typologie des logements à Saint-Étienne-du-Rouvray en 2020 en comparaison avec celle de la Seine-Maritime et de la France entière. Une caractéristique marquante du parc de logements est ainsi une proportion de résidences secondaires et logements occasionnels (0,9 %) inférieure à celle du département (4,1 %) et à celle de la France entière (9,7 %). Concernant le statut d'occupation de ces logements, 45 % des habitants de la commune sont propriétaires de leur logement (47,9 % en 2015), contre 53 % pour la Seine-Maritime et 57,5 pour la France entière.
| Typologie                                               | Saint-Étienne-du-Rouvray | Seine-Maritime | France entière |
| ------------------------------------------------------- | ------------------------ | -------------- | -------------- |
| Résidences principales (en %)                           | 91,1                     | 87,9           | 82,1           |
| Résidences secondaires et logements occasionnels (en %) | 0,9                      | 4,1            | 9,7            |
| Logements vacants (en %)                                | 7,9                      | 8,1            | 8,2            |

### Voies de communication et transports

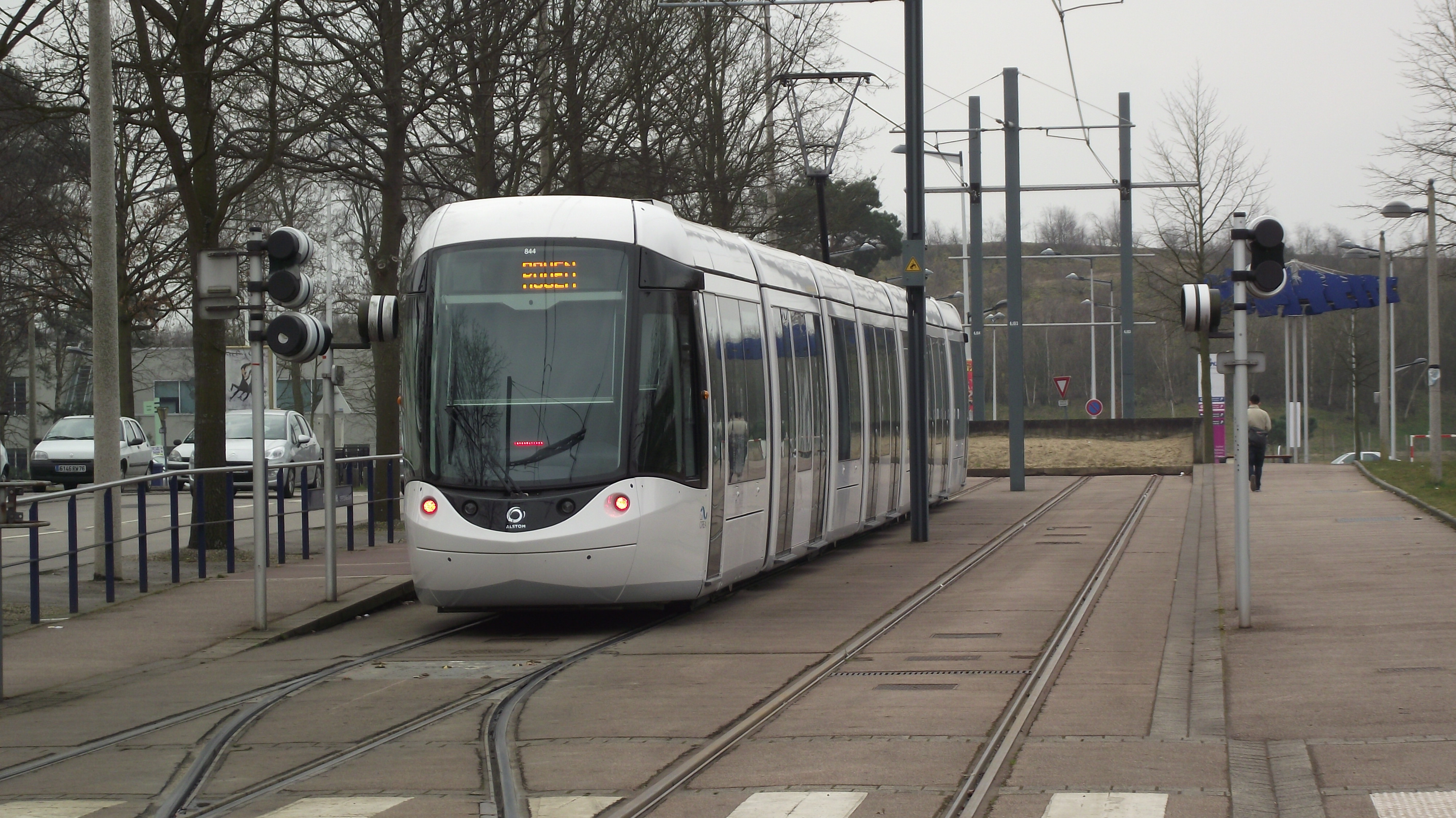
Rame du « métro » au terminus Technopôle à Saint-Étienne-du-Rouvray.

Saint-Étienne-du-Rouvray est à une heure et demie de Paris et à une heure et quart de Caen, par l'autoroute A13. La ville est un lieu de passage – et de halte – pour ceux qui venant du Nord de la France, traversent l'agglomération vers la Normandie ou la Bretagne, mais aussi Alençon et Le Mans via l'A28.
Depuis juillet 2008, la ville est desservie par la rocade Sud, périphérique du grand Rouen. Elle offre deux accès supplémentaires par le sud au territoire communal, par la Vente Olivier et par le technopôle du Madrillet.
La gare de Saint-Étienne-du-Rouvray est située sur la ligne de chemin de fer de Paris-Saint-Lazare au Havre et est desservie par les trains TER Normandie, sur les relations de Rouen-Rive-Droite à Val-de-Reuil ou à Mantes-la-Jolie, mais également d'Yvetot à Elbeuf - Saint-Aubin via Rouen-Rive-Droite. L'important technicentre industriel de Rouen Quatre-Mares, qui entretient les matériels roulants de la SNCF, est implanté dans la commune.
L'aéroport le plus proche est celui de Rouen Vallée de Seine, situé à Boos.
Saint-Étienne-du-Rouvray est desservie par le tramway de Rouen, localement dénommé « métro de Rouen » depuis le prolongement vers le technopôle du Madrillet en 1997. La ligne Technopôle traverse la ville avec cinq stations à une fréquence d'une rame toutes les six minutes en heure de pointe. Le tramway permet de rejoindre le centre-ville de Rouen en une vingtaine de minutes et Sotteville-lès-Rouen en quelques minutes.
Cinq lignes de bus (F3, F6, F9, 41 et 42) du Réseau Astuce s'articulent autour de la ligne de « métro » et offrent la possibilité de rejoindre des communes voisines non desservies par le tramway telle que Oissel.

## Toponymie
Le nom de la localité est attesté sous les formes Sanctum Stephanum vers 1025, Sancti Stephani en 1032 et 1035, De Sancto Stephano au XIIIe siècle, Sanctus Stephanus en 1337, Saint-Etienne jouxte Rouvray en 1362 et en 1365, Saint Etienne de Rouvray entre 1605 et 1616, Saint Estienne du Rouvray en 1715, Saint Etienne du Rouvray en 1757.
Le nom de la commune est issu de l'hagiotoponyme saint-Étienne et de la forêt de Rouvray qui borde la ville, ce qui donna Saint-Étienne-du-Rouvray. Rouvray dérive du mot rouvres qui, en vieux français, signifie chêne (Quercus Robur), du latin robora. Il désigne alors le territoire d'une chênaie (ou rouvraie).

## Histoire

### Préhistoire
Des outils néolithiques (2 000 ans av. J.-C.) tout comme des traces d'habitat gallo-romain (200/300 ans apr. J.-C.) témoignent d'une occupation ancienne du site en bordure des zones anciennement inondables, aux alentours de l'actuelle avenue du Bic-Auber.

### Moyen Âge
Un hameau appelé Sancti Stephani et dépendant de l'abbaye de Saint-Wandrille est signalé au IXe siècle dans une charte royale. Marques de l'arrivée puis de l'implantation des Vikings tout au long de la Seine, des toponymes d'origine scandinave (la Haie Brout, les Longs Boëls, le Fossé Roger) se rencontrent encore dans certains quartiers. Le bourg se développe ensuite le long de la route reliant Rouen à Paris. Aux XVe et XVIe siècles, la paroisse compte cinq cents habitants. La population cultive les terres arables en bord du fleuve et pratique l'élevage sur les terres incultes, forêts, landes et taillis.

### Temps modernes
L'église Saint-Étienne, rue de Paris, construite au XVIe siècle, dépendait du diocèse de Lisieux.

### Révolution française et Empire
À la Révolution française, en 1790, Saint-Étienne-du-Rouvray se constitue en commune avec administration politique.

### Époque contemporaine

#### De la ville industrielle à la conscience ouvrière
Le bourg commence à prendre son caractère urbain et industriel à partir du milieu du XIXe siècle, avec l'arrivée du chemin de fer et les débuts de la révolution industrielle.
En 1843, l'arrivée du chemin de fer ouvre la voie au développement de la commune. Les premiers trains à vapeur de la Compagnie des chemins de fer de l'Ouest relient Paris à Rouen. L'arrivée du train favorise l'implantation d'entreprises et le bourg rural devient peu à peu une cité industrielle. En 1865, la Société cotonnière s'implante à Saint-Étienne-du-Rouvray. Elle est alors la plus grosse entreprise de Normandie qui emploiera jusqu'à 2 000 personnes. La ville commence à changer avec l'implantation de nouveaux quartiers construits pour les ouvriers, comme la Cité Neuve, de nouvelles rues…
Au début du XXe siècle, l'ouverture des ateliers ferroviaires de Quatre-Mares (1913), l'arrivée de la Fonderie Lorraine en 1916 et des Papeteries de la Chapelle (1928) viennent renforcer le caractère industriel de la ville. Dans le même temps, les premières grèves et grands mouvements de revendication forgent la conscience ouvrière. 1911 est ainsi marquée par une importante grève des salariés de la Cotonnière qui réclament la journée de 10 heures. Les solidarités s'organisent comme en témoigne la création de l'Émancipation par les ouvriers de la Cotonnière, en 1893. Cette société coopérative obtient des prix bas pour les denrées de première nécessité, mais offre également un secours aux malades et colis aux grévistes.
Après la Première Guerre mondiale, et la révolution bolchevique d'octobre 1917, la conscience ouvrière trouve également une expression politique. En 1923, trois ans après le congrès de Tours qui voit se séparer la majorité communiste (SFIC) de la minorité socialiste (SFIO), Saint-Étienne-du-Rouvray est l'une des premières villes de France à devenir communiste. En 1935, alors que la Société cotonnière ferme, dans un contexte de profonde récession, la commune et de nombreux Stéphanais adhèrent au Front populaire.

#### Histoire récente
Le 26 juillet 2016, aux alentours de 9 h 25, deux individus islamistes font irruption dans l'église de la ville par une porte située à l'arrière de l'édifice. Ils prennent six personnes en otage, un prêtre, trois religieuses et un couple de fidèles. Les assaillants sont équipés d'armes blanches, dont des couteaux, et de fausses bombes. La police, prévenue par une religieuse qui a réussi à s'échapper, ne peut entrer, les otages étant obligés de faire barrage. La BRI tue les assaillants, sur le parvis de l'église. Le prêtre de l'église, Jacques Hamel, se sacrifie pour sauver ses fidèles, et est égorgé. Le mari d'un couple de paroissiens est quant à lui gravement blessé à la gorge. Daech revendique l'attaque le jour-même.

## Politique et administration

### Rattachements administratifs et électoraux
Rattachements administratifs
La commune se trouve dans l'arrondissement de Rouen du département de la Seine-Maritime.
Elle faisait partie de 1801 à 1892 du canton de Grand-Couronne, puis, de 1892 à 1982, du canton de Sotteville-lès-Rouen, année où la commune est scindée entre les  cantons  de Saint-Étienne-du-Rouvray et Sotteville-lès-Rouen-Est. Dans le cadre du redécoupage cantonal de 2014 en France, cette circonscription administrative territoriale a disparu, et le canton n'est plus qu'une circonscription électorale.
Rattachements électoraux
Pour les élections départementales, la commune fait partie depuis 2014 des cantons de Saint-Étienne-du-Rouvray et Sotteville-lès-Rouen.
Pour l'élection des députés, elle fait partie de la troisième circonscription de la Seine-Maritime.

### Intercommunalité
La commune était membre de la communauté d'agglomération dénommée Agglomération de Rouen (CAR), un établissement public de coopération intercommunale (EPCI)  à fiscalité propre créé en 1995 par transformation de l'ancien SIVOM de l'agglomération rouennaise institué en 1974.
Cette intercommunalité fusionne avec ses voisines le 1er janvier 2010 pour former la communauté d'agglomération Rouen-Elbeuf-Austreberthe (CREA), qui se transforme en métropole le 1er janvier 2015 sous le nom de Métropole Rouen Normandie, dont est désormais membre Saint-Étienne-du-Rouvray.

### Tendances politiques et résultats
Lors du premier tour des élections municipales de 2014 dans la Seine-Maritime, la liste PCF-PS-EELV menée par le maire sortant Hubert Wulfranc obtient la majorité absolue des suffrages exprimés, avec 5 472 voix (84,90 %, 33 conseillers municipaux élus dont 7 métropolitains), devançant très largement celle EXG menée par Philippe Briere, qui a recueilli 973 voix (15,09 %, 2 conseillers municipaux élus).
Lors de ce scrutin, 54,13 % des électeurs se sont abstenus.
Lors du premier tour des élections municipales de 2020 dans la Seine-Maritime, la liste d'union de la gauche PCF-LFI-PS menée par le maire sortant (PCF) Joachim Moyse — qui avait succédé en 2017 à Hubert Wulfranc comme maire de Saint-Étienne-du-Rouvray après son élection comme député —  obtient la majorité absolue des suffrages exprimés, avec 3 599 voix (78,94 %, 32 conseillers municipaux élus dont 6 métropolitains), devançant très largement celles menées respectivement par : 

-  Brahim Charafi (DVC,624 voix,13,69 %, 2 conseillers municipaux élus) ;  

- Noura Hamiche (NPA, 336 voix, 7,37 %, 1 conseiller municipal élu). 

Lors de ce scrutin marqué par la pandémie de Covid-19 en France, 70,88 % des électeurs se sont abstenus.

### Européennes de 2024
Aux élections européennes du 9 juin 2024, Jordan Bardella (Rassemblement national) arrive en tête, en hausse de 7 points (31,33% contre 26,14% en 2019),, comme les 7 points gagnés au niveau national. Dans cette commune, Manon Aubry arrive deuxième, en hausse de 14 points, (24,83% contre 10,84% en 2019),, PS-Place publique (10,66% contre 5,53% en 2019),, la liste du PCF, en baisse avec 9,12% contre 13,63%, terminant 4ème. La participation, à 45,30% contre 45,99%,, est stable et très inférieure à la moyenne nationale (52,50%). Dans d'autres villes de l'agglomération rouennaise, Jordan Bardella (Rassemblement national) arrive également en tête et en hausse, à Grand-Quevilly, Elbeuf-sur-Andelle, Grand-Couronne, Oissel, Petit-Couronne, ou Bolbec.

### Jumelages
| Saint-Étienne-du-Rouvray Nordenham Nova Kakhovka |

- Nordenham (Allemagne).
- Nova Kakhovka (Ukraine).
- Felling (Grande-Bretagne).

## Équipements et services publics

### Enseignement
Les écoles de Saint-Étienne-du-Rouvray dépendent de l'académie de Normandie.
Plusieurs écoles, de la maternelle au lycée sont disponibles[Quand ?] aux enfants de la commune :
- INSA de Rouen
- Technopôle du Madrillet
- Lycée Pôle Bâtiment Édouard-le-Corbusier|[37]
- Collège Paul-Éluard[38]
- Collège Louise-Michel[39]
- Collège Pablo-Picasso[40]
- Collège Robespierre[41]
- École primaire Paul-Langevin[42]

### Équipements sportifs
- Complexe Sportif Youri Gagarine

## Population et société

### Démographie

#### Évolution démographique
L'évolution du nombre d'habitants est connue à travers les recensements de la population effectués dans la commune depuis 1793. Pour les communes de plus de 10 000 habitants les recensements ont lieu chaque année à la suite d'une enquête par sondage auprès d'un échantillon d'adresses représentant 8 % de leurs logements, contrairement aux autres communes qui ont un recensement réel tous les cinq ans,.

En 2022, la commune comptait 28 653 habitants, en évolution de −0,15 % par rapport à 2016 (Seine-Maritime : +0,35 %, France hors Mayotte : +2,11 %).
| 1793  | 1800  | 1806  | 1821  | 1831  | 1836  | 1841  | 1846  | 1851  |
| ----- | ----- | ----- | ----- | ----- | ----- | ----- | ----- | ----- |
| 1 419 | 1 301 | 1 326 | 1 491 | 1 481 | 1 494 | 1 482 | 1 585 | 1 547 |

| 1856  | 1861  | 1866  | 1872  | 1876  | 1881  | 1886  | 1891  | 1896  |
| ----- | ----- | ----- | ----- | ----- | ----- | ----- | ----- | ----- |
| 1 580 | 1 633 | 2 197 | 2 513 | 2 864 | 4 246 | 4 485 | 4 670 | 5 145 |

| 1901  | 1906  | 1911  | 1921  | 1926  | 1931   | 1936   | 1946   | 1954   |
| ----- | ----- | ----- | ----- | ----- | ------ | ------ | ------ | ------ |
| 5 656 | 6 068 | 6 448 | 8 129 | 9 388 | 10 741 | 11 275 | 10 833 | 15 430 |

| 1962   | 1968   | 1975   | 1982   | 1990   | 1999   | 2006   | 2011   | 2016   |
| ------ | ------ | ------ | ------ | ------ | ------ | ------ | ------ | ------ |
| 25 833 | 34 713 | 37 242 | 32 444 | 30 731 | 29 092 | 27 815 | 28 118 | 28 696 |

| 2021   | 2022   | - | - | - | - | - | - | - |
| ------ | ------ | - | - | - | - | - | - | - |
| 28 508 | 28 653 | - | - | - | - | - | - | - |

Le premier recensement fait au XIXe siècle remonte en 1812, Saint-Étienne avait alors 1,328 habitants. En 1857, sa population était de 1,345 habitants. En 1822 : 1,491 habitants ; en 1828 : 1,390 ; en 1836 : 1,494 avec 414 ménages ; en 1841 : 1,482 avec 370 ménages ; en 1846 : 1,585 avec 424 ménages ; en 1856 : 1,580 avec 443 ménages ; en 1861 : 1,633 avec 461 ménages.
C'est à partir de 1863 que commença, par la suite de la construction de la grande usine de la Société Cotonnière, le mouvement ascendant de la population de Saint-Étienne. Au recensement de 1866, on constatait à Saint-Étienne 2,157 habitants, répartis en 565 ménages. En 1872 : 2,153 habitants avec 681 ménages et 614 maisons. Ce recensement qui fut des plus complets portait également sur le nombre des animaux domestiques. Il révélait l'existence à Saint-Étienne de 147 chevaux, 263 vaches, 1 âne, 164 moutons, 32 porcs, 19 chèvres, 130 chiens, 1284 poules, 176 pigeons et 62 canards.
Saint-Étienne-du-Rouvray est la troisième ville de l'agglomération rouennaise en termes de population. Une ville tout à la fois forte de sa jeunesse avec près d'un habitant sur trois âgé de moins de 19 ans, mais également riche de l'expérience de sa population : les plus de 60 ans représentent un habitant sur cinq.[réf. nécessaire]

#### Pyramide des âges
La population de la commune est relativement jeune.
En 2018, le taux de personnes d'un âge inférieur à 30 ans s'élève à 42 %, soit au-dessus de la moyenne départementale (36,5 %). À l'inverse, le taux de personnes d'âge supérieur à 60 ans est de 22,1 % la même année, alors qu'il est de 26 % au niveau départemental.
En 2018, la commune comptait 13 960 hommes pour 14 540 femmes, soit un taux de 51,02 % de femmes, légèrement inférieur au taux départemental (51,9 %).
Les pyramides des âges de la commune et du département s'établissent comme suit.
| Hommes | Classe d’âge | Femmes |
| ------ | ------------ | ------ |
| 0,6    | 90 ou +      | 1,5    |
| 5,7    | 75-89 ans    | 8,4    |
| 13,5   | 60-74 ans    | 14,5   |
| 16,9   | 45-59 ans    | 17,0   |
| 19,5   | 30-44 ans    | 18,2   |
| 20,8   | 15-29 ans    | 19,4   |
| 23,0   | 0-14 ans     | 20,9   |

| Hommes | Classe d’âge | Femmes |
| ------ | ------------ | ------ |
| 0,7    | 90 ou +      | 1,8    |
| 6,7    | 75-89 ans    | 9,6    |
| 16,7   | 60-74 ans    | 18     |
| 19,4   | 45-59 ans    | 19     |
| 18,5   | 30-44 ans    | 17,5   |
| 19,2   | 15-29 ans    | 17,4   |
| 18,9   | 0-14 ans     | 16,7   |

## Culture locale et patrimoine

### Lieux et monuments
- Église Saint-Étienne
- Église Sainte-Thérèse
- Forêt de La Londe-Rouvray
- Mosquée Yahya
- La maison des forêts

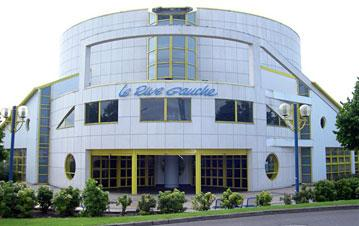
Centre culturel Le Rive Gauche.

- Centre culturel « Le Rive Gauche »
- Rond-point des Vaches

### Héraldique
| Blason de Saint-Étienne-du-Rouvray | Blason  | De gueules aux deux léopards affrontés d’or, armés et lampassés d’azur, mouvant des flancs et supportant une roue dentée d’argent soutenus de trois trangles ondées du même, au chef cousu d’azur chargé d’une crosse issante aussi d’or accostée de deux chênes rouvres aussi d’argent. |
| Blason de Saint-Étienne-du-Rouvray | Détails | Les deux léopards d'or sur champ de gueules rappellent les armes de la Normandie. |

### Personnalités liées à la commune
- Jean-Baptiste Rondeaux, né le 1er septembre 1775 à Rouen et mort le 13 novembre 1864 à Saint-Étienne-du-Rouvray. Négociant à Rouen. Maire de Rouen en 1792, conseiller général, député, membre de la chambre de commerce. Grand-oncle d'André Gide.
- Émile Masqueray, né le 20 mars 1843 à Rouen et mort le 19 août 1894 à Saint-Étienne-du-Rouvray, 129 rue Gambetta, anthropologue, ethnologue, linguiste et écrivain français.
- Frédéric-Charles, prince de Prusse, né le 6 avril 1893 à Wannsee et mort le 6 avril 1917 à Saint-Étienne-du-Rouvray, membre de la Maison Royale de Prusse, cousin issu de germains (mais par sa mère neveu) du Kaiser Guillaume II, cavalier et pilote de guerre allemand mort de ses blessures.
- Arthur Join-Lambert, historien, conseiller municipal de Saint-Étienne-du-Rouvray en 1865.
- Marcel Brout, député communiste, puis collaborateur, mort à Saint-Étienne-du-Rouvray en 1957.
- L'abbé Jacques Hamel, né en 1930 à Darnétal, prêtre auxiliaire de la paroisse Saint-Étienne, assassiné lors de l'attentat de l'église de Saint-Étienne-du-Rouvray, le 26 juillet 2016 à 85 ans.
- Gérard Gosselin, artiste peintre né en 1933, installé à Saint-Étienne du Rouvray depuis 1957, enseignant puis fondateur et président de l'Union des arts plastiques de Saint-Étienne-du-Rouvray.

## Pour approfondir